# Corispermum papillosum
Corispermum papillosum là loài thực vật có hoa thuộc họ Dền. Loài này được (Kuntze) Iljin mô tả khoa học đầu tiên năm 1929.